# Cape Ann
Cape Ann – skalisty przylądek w regionie North Shore stanu Massachusetts w Stanach Zjednoczonych. Znajduje się około 50 km na północny wschód od Bostonu i stanowi północny kraniec zatoki Massachusetts. Na Cape Ann położone są cztery miasta: Gloucester, Manchester-by-the-Sea, Essex oraz Rockport.
W 1605 roku Samuel de Champlain wylądował na ziemiach Cape Ann, nazywając okolicę le beau port (z fr. piękny port). W kolejnej wyprawie w 1606 roku natknął się na tubylców oraz narysował pierwszą mapę regionu. Osiem lat później kolejną mapę narysował angielski kapitan John Smith. Nadał na niej przylądkowi nazwę Cape Tragabigzanda, na cześć księżniczki, którą poznał podczas pobytu w tureckiej niewoli. Swoją mapę przekazał królowi Karolowi I, który zmienił nazwę na Cape Ann, honorując w ten sposób swoją matkę – Annę Duńską.